# ألكسندر نيكتوفيتش
ألكسندر نيكتوفيتش مواليد 12 يونيو 1979 في بلغراد، جمهورية صربيا الاشتراكية، هو مدرب كرة سلة صربي ولاعب معتزل. بدأ مسيرته الاحترافية في سنة 1997. حقق المركز الأول في الألعاب الجامعية الصيفية 2009. اعتزل اللعب في 2003.

## الميداليات
| الميدالية | المسابقة                         |
| --------- | -------------------------------- |
| فضية      | بطولة أمم أوروبا لكرة السلة 2009 |
| ذهبية     | الألعاب الجامعية الصيفية 2009    |
| فضية      | الألعاب الجامعية الصيفية 2007    |